# Miroir déformant
Pour l’article homonyme, voir Le Miroir déformant.
Ne doit pas être confondu avec Miroir déformable.
Un miroir déformant est un miroir qui n'est volontairement pas aplati, mais qui a une surface courbe. Ce type de miroir est une attraction populaire dans les fêtes foraines, les foires et parcs de loisirs.  
Au lieu d'un miroir plan qui reflète une image parfaite, les miroirs déformants sont des miroirs incurvés, cylindrique ou ondulée, utilisant souvent des sections convexes et concaves pour obtenir un reflet déformant,. 

## Galerie

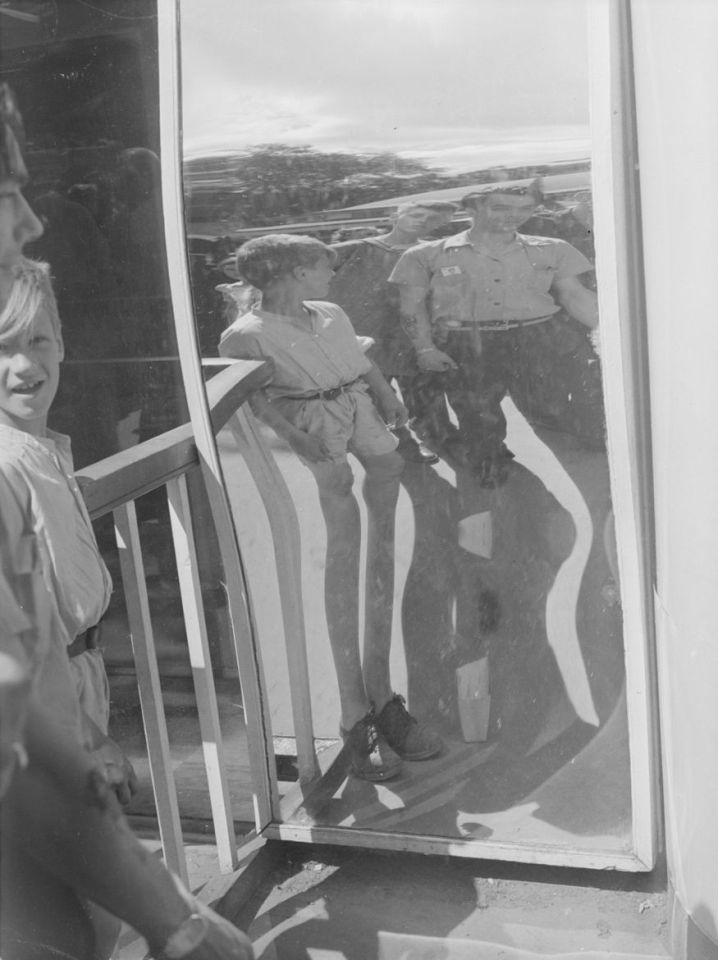
Miroir déformant au parc Belmont en 1944.
Miroir déformant à Moscou en 1972.
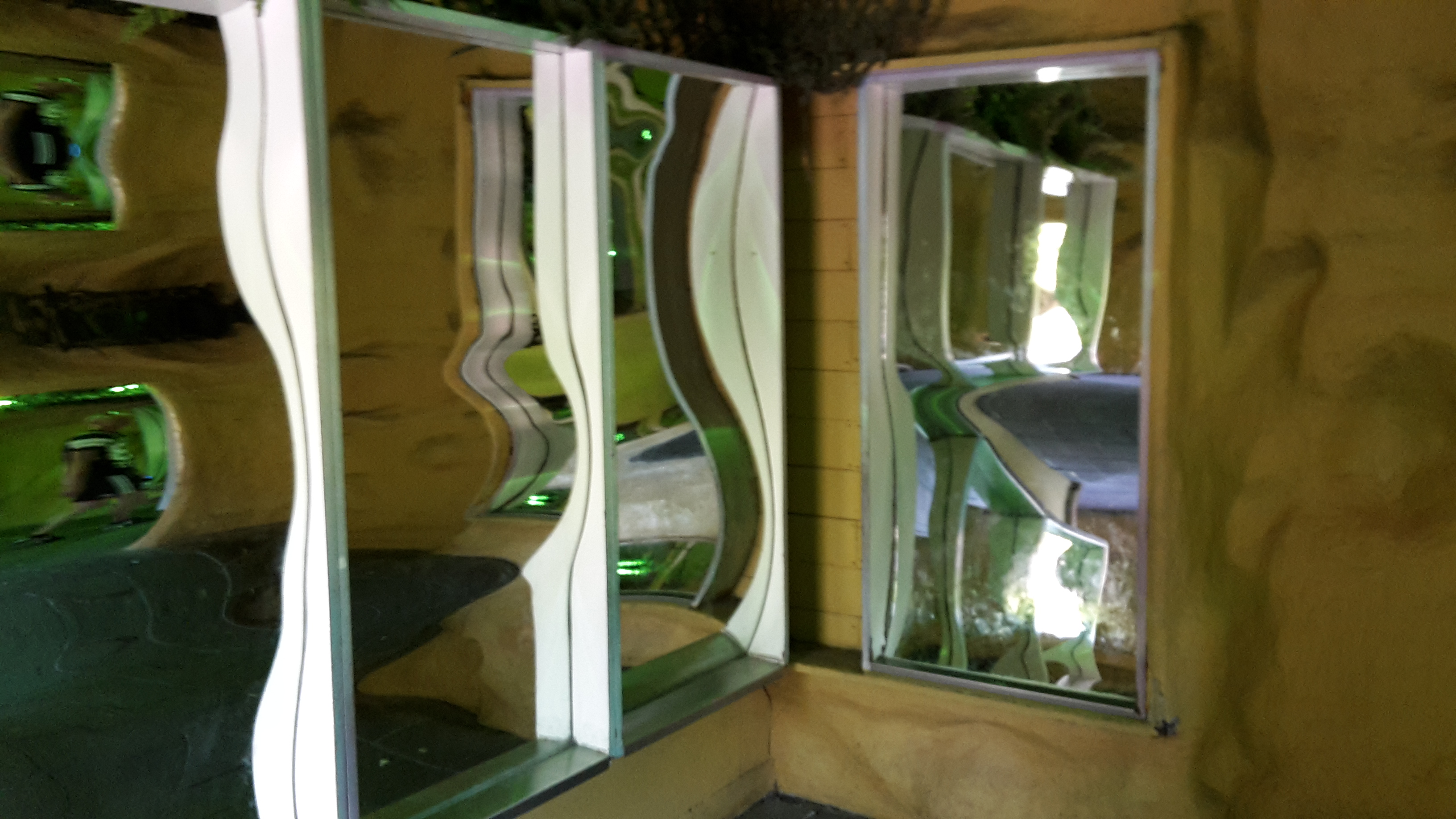
Série de miroirs déformants à Drievliet.
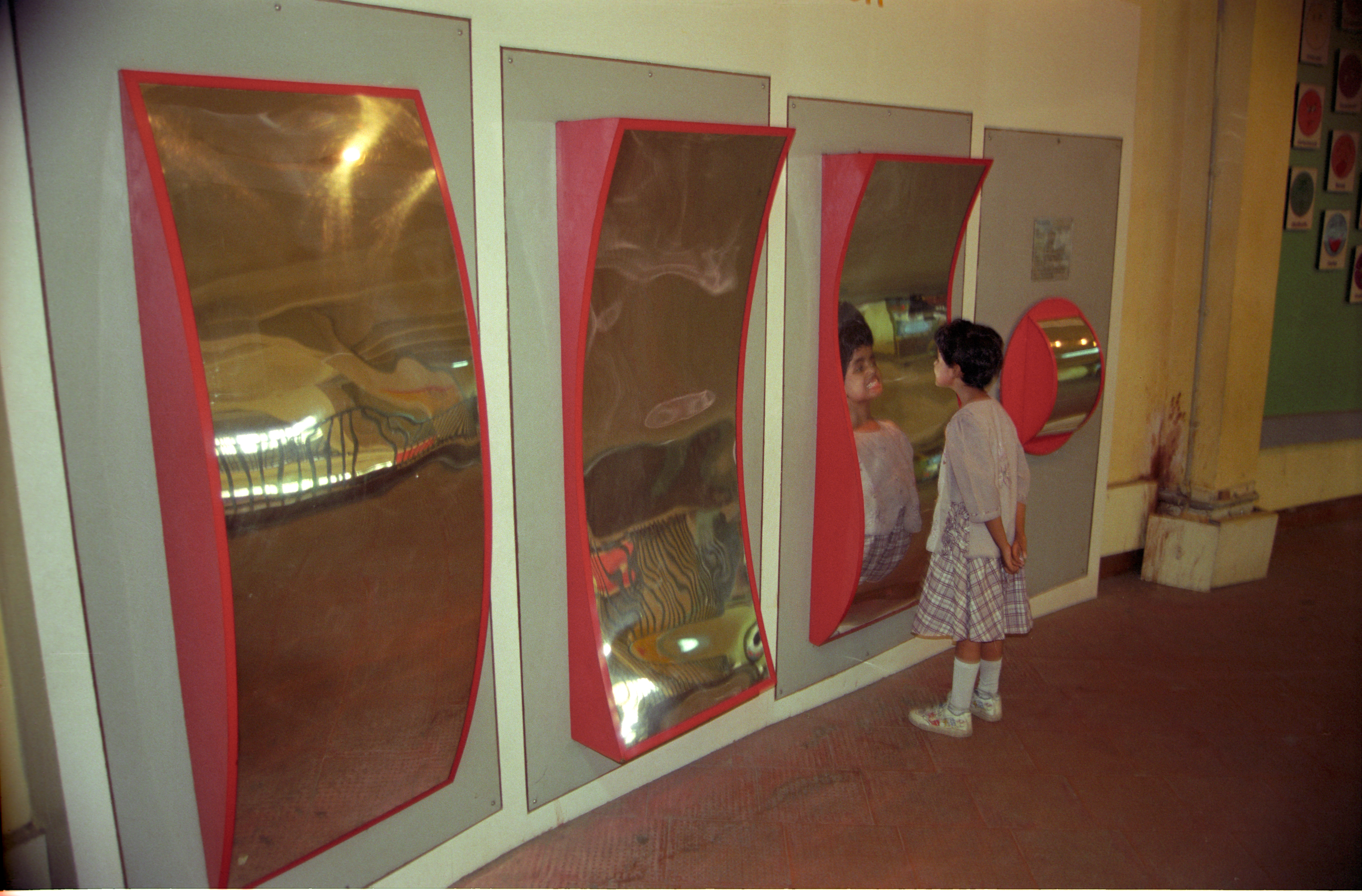
Science City à Kolkata en 1997.